# Henri Coosemans
Henri Guillaume Coosemans (Molenbeek-Saint-Jean, 10 gennaio 1922 – ...) è stato un cestista belga.

## Carriera
Con il Belgio ha disputato due edizioni dei Giochi olimpici (Londra 1948, Helsinki 1952) e tre dei Campionati europei (1947, 1951, 1953).